# Cabrières-d'Avignon
 Cabrières-d'Avignon  es una población y comuna francesa, en la región de Provenza-Alpes-Costa Azul, departamento de Vaucluse, en el distrito de Aviñón y cantón de L'Isle-sur-la-Sorgue.
Está integrada en la Communauté de communes du Coustellet.

## Demografía
| Gráfica de evolución demográfica de Cabrières-d'Avignon entre 1793 y |
|                                                                      |
| Fuente INSEE - elaboración gráfica de Wikipedia                      |

| Gráfica de evolución demográfica de Cabrières-d'Avignon entre 1901 y |
|                                                                      |
| Fuente INSEE - elaboración gráfica de Wikipedia                      |